# Jevgenij Sjvarts
Jevgenij Lvovitj Sjvarts (ryska: Евгений Львович Шварц), född 21 oktober 1896 i Kazan, död 15 januari 1958 i Leningrad, var en rysk författare, dramatiker. Han har skrivit drygt tjugo pjäser för teater och dockteater samt manuskript till ett tiotal filmer.
Sjvarts föddes 1896 i den sydryska staden Kazan. Fadern var läkare och modern barnmorska. Familjen flyttade till Majkop och efter revolutionen påbörjade han studier i juridik vid Moskvas statliga universitet, där han studerade i två år. Men intresset för teater och litteratur tog överhanden, vilket ledde till att han flyttade till Rostov-na-Donu där han medverkade i en teatergrupp. Vid sedan om teatern skrev han kåserier för lokaltidningen Vsesojuznaja Kotjegarka, där han blev bekant med Nikolaj Olejnikov, som kom att bli hans nära vän och medförfattare till ett par filmmanuskript. 1921 gästspelade teatergruppen i Petrograd och 1924 bosatte han sig i denna stad där han kom att leva till sin bortgång 1958. Han arbetade bland annat på det stora statliga förlaget Gosizdat, som publicerade litteratur i enlighet med kommunistpartiets riktlinjer. Sjvarts började skriva skådespel 1928, av vilka de mest spelade utgör moderna versioner av kända sagor av H.C. Andersen och Bröderna Grimm: "Den nakne kungen" (1934) (Kejsarens nya kläder), "Rödluvan" (1936), "Askungen" (1938), "Snödrottningen", men också de egna sagoinspirerade berättelserna "Skuggan" (1940), som även denna refererar till H.C. Andersen, och "Draken" (1944).